# ريزدنت إيفل (لعبة فيديو 2002)
ريزدنت إيفل (بالإنجليزية: Resident Evil)، هي لعبة رعب وبقاء صدرت عام 2002، طورتها ونشرتها شركة كابكوم (Capcom) لجهاز غيم كيوب. تُعد هذه اللعبة إعادة صنع للعبة الأصلية التي صدرت عام 1996 على جهاز بلايستيشن، وهي أولى أجزاء سلسلة ألعاب ريزدنت إيفل. تدور أحداث القصة في عام 1998، بالقرب من بلدة خيالية تُدعى راككون سيتي في الغرب الأوسط الأمريكي، حيث وقعت سلسلة من جرائم القتل الغريبة. يمكن للاعب أن يتقمص دور أحد اثنين من أعضاء وحدة النخبة "S.T.A.R.S"، وهما كريس ريدفيلد أو جيل فالنتاين، اللذان أُرسلا من قبل المدينة وشرطة راككون للتحقيق في هذه الجرائم.
طُورت اللعبة على مدار عام وشهرين، ضمن صفقة حصرية بين كابكوم ونينتندو. أخرج اللعبة شينجي ميكامي، الذي كان أيضًا المخرج والمصمم للنسخة الأصلية. قرر ميكامي إعادة إنتاج اللعبة لأنه شعر أن النسخة الأصلية لم تصمد أمام اختبار الزمن، وكان يعتقد أن قدرات جهاز غيم كيوب يمكن أن تحقق رؤيته الأصلية بشكل أفضل. حافظت اللعبة على طريقة العرض الرسومي الأصلية باستخدام نماذج ثلاثية الأبعاد موضوعة فوق خلفيات مرسومة مسبقًا، إلا أن جودة الرسومات شهدت تحسنًا هائلًا.
تضمنت النسخة الجديدة تغييرات في أسلوب اللعب، وألغازًا معدّلة، ومناطق إضافية يمكن استكشافها، بالإضافة إلى نص سينمائي مُراجع وتفاصيل جديدة في القصة، بما في ذلك حبكة فرعية كاملة كانت قد حُذفت من النسخة الأصلية.
نالت ريزدنت إيفل عند صدورها استحسان النقّاد، الذين أشادوا برسوماتها وتحسيناتها على طريقة اللعب مقارنة بالإصدار الأول. وغالبًا ما توصف بأنها واحدة من أفضل وأخوف وأكثر أجزاء السلسلة إبهارًا من الناحية البصرية. ومع ذلك، لم تحقق اللعبة المبيعات المتوقعة، ما دفع كابكوم إلى تغيير توجه السلسلة نحو أسلوب لعب أكثر تركيزًا على الأكشن. وفي عام 2008، نُقلت اللعبة إلى جهاز وي (Wii) مع نظام تحكم جديد، ثم أُعيد إصدارها بنسخة مُرمّمة عالية الدقة في عام 2015 على أجهزة بلايستيشن 3 وبلايستيشن 4 وويندوز وإكس بوكس 360 وإكس بوكس ون، ثم صدرت لاحقًا على نينتندو سويتش في عام 2019.

## نمط اللعب
ريزدنت إيفل هي لعبة من نمط رعب البقاء حيث يتحكم اللاعب في الشخصية التي تظهر على الشاشة من منظور الشخص الثالث للتفاعل مع البيئة. للتقدم، يجب على اللاعب استكشاف القصر والمناطق المحيطة به مع تجنب الوحوش والتغلب عليها وهزيمتها بما في ذلك الزومبي والعناكب العملاقة. يمكن للاعب فتح الأبواب ودفع أشياء معينة وتسلق العوائق والتقاط العناصر. عندما يتم جمع عنصر ما، يتم تخزينه في المخزن الذي يمكن للاعب الوصول إليه في أي وقت. يمكن استخدام العناصر الموجودة في المخزن وفحصها ودمجها لحل الألغاز والوصول إلى المناطق التي لم يكن من الممكن الوصول إليها في السابق. يقتصر المخزن على عدد معين من الفتحات، ويجب على اللاعب في كثير من الأحيان نقل العناصر من المخزن إلى صناديق التخزين الموجودة في مناطق معينة لإدارة المساحة.

## القصة
في 24 يوليو 1998، تقع سلسلة من جرائم القتل الغامضة في ضواحي مدينة راكون سيتي، الواقعة في منطقة الغرب الأوسط الأمريكية. أوكلت مهمة التحقيق إلى وحدة "الفرقة الخاصة للتكتيك والإنقاذ" التابعة لشرطة المدينة (S.T.A.R.S.). وبعد فقدان الاتصال بفريق "براڤو"، تم إرسال فريق "ألفا" لتحديد موقعهم.
يعثر فريق "ألفا" على مروحية محطمة تعود لفريق "براڤو" في إحدى الغابات القريبة، إلا أنهم يتعرضون لهجوم من كلاب مفترسة متحولة، ما يؤدي إلى مقتل أحد أعضائهم. وفي خضم الفوضى، يفر الطيار براد فيكرز بالمروحية، بينما يلوذ الأعضاء الباقون—كريس ريدفيلد، جيل فالنتاين، آلبرت ويسكر، وباري بورتون—بالقصر المهجور المجاور، ويقررون التفرق لاستكشافه.
خلال عملية الاستكشاف، يكتشف اللاعب (الذي يتحكم إما بكريس أو بجيل) مصير عدد من أفراد فريق "براڤو"، من بينهم كينيث سوليفان الذي يلقى حتفه على يد أحد الزومبي، وريتشارد آيكن الذي يُقتل إما عن طريق أفعى عملاقة أو يُفترَس من قِبل قرش متحول، وفورست سباير الذي يُعثر عليه جثة هامدة ثم يعود كزومبي، بالإضافة إلى القائد إنريكو ماريني الذي يكشف وجود خائن ضمن صفوف فريق "ألفا" قبل أن يُقتل. كما تنضم ريبيكا تشامبرز، إحدى الناجيات من فريق "براڤو"، إلى كريس في مهمته.
يتبين لاحقًا أن القصر يُستخدم كموقع سري لتجارب غير مشروعة تُجريها شركة "أمبريلا" المختصة في التكنولوجيا الحيوية. فقد أدى تسرّب فيروس تجريبي شديد العدوى والتطفّر، يُعرف باسم فيروس-T، إلى تحوّل العاملين والكائنات المحيطة إلى وحوش قاتلة.
ويكتشف اللاعب مختبرًا سريًا تحت الأرض يضم منشآت أبحاث شركة "أمبريلا". هناك، يعثر على الشخصية الأخرى (جيل أو كريس، حسب مسار اللعبة) محتجزة، ويشهد على قيام آلبرت ويسكر، قائد فريق "ألفا"، بتفعيل مشروع سلاح بيولوجي يُعرف باسم "التايرنت". ويكشف ويسكر عن كونه عميلًا مزدوجًا يعمل لصالح "أمبريلا"، وينوي القضاء على بقية أعضاء الفريق باستخدام ذلك الكائن المتحول. تنتهي المواجهة بهزيمة التايرنت ومقتل ويسكر (كما يُعتقد).
يقوم اللاعب بعد ذلك بتفعيل نظام التدمير الذاتي للمختبر، ويتوجه إلى مهبط الطائرات حيث يتصل بالطيار براد لإنقاذه. تختلف نهاية اللعبة بناءً على اختيارات اللاعب أثناء سير الأحداث: ففي النهاية الأفضل، يتمكن كل من كريس، جيل، باري، وريبيكا من الهروب عبر المروحية بعد القضاء على التايرنت مرة أخرى؛ أما في النهاية الأسوأ، يبقى القصر دون تدمير، ويخرج أحد الأبطال كناجٍ وحيد من الكارثة.

## شخصيات اللعبة
1. كريس ريدفيلد
2. جيل فالنتاين
3. باري بورتون
4. ريبيكا شامبرس
5. ألبرت ويسكر